# Rosso di sera/Guarirò guarirò
Rosso di sera/Guarirò guarirò è un singolo split delle Orme e di Mia Martini, pubblicato dalla DDD nel 1982.
Il lato A, Rosso di sera, è interpretato dalle Orme, mentre Guarirò guarirò viene cantato da Mia Martini. Il brano Guarirò guarirò proviene dall'album Quante volte... ho contato le stelle, dello stesso anno.

## Tracce
Lato A
1. Rosso di sera – 3:54 (Giuliano D'Amico, Aldo Tagliapietra, Tony Pagliuca) – Le Orme

Lato B
1. Guarirò guariro – 4:05 (Mimmo Cavallo) – Mia Martini